# Padiglione cinese

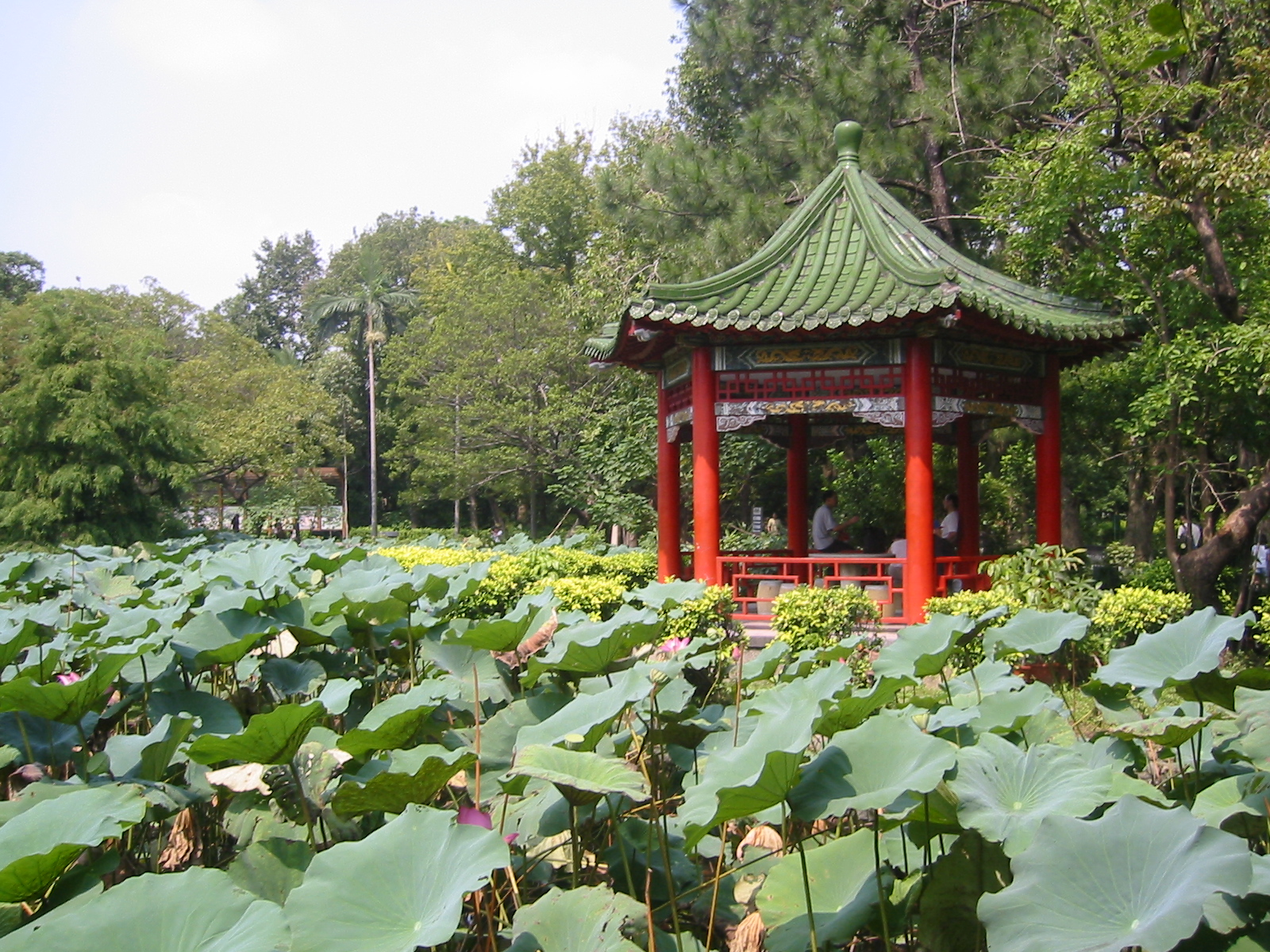
Padiglione dell'Accademia Nanhai di Taipei (Taiwan).

Per padiglione cinese ( zh. 亭S, TíngP) s'intende il padiglione tipico dell'architettura cinese tradizionale.
Rispetto al padiglione europeo, la variante cinese non è mai un corpo di fabbrica terminal-speculare d'una facciata o ala del palazzo (v.si Corps de logis) bensì sempre un edificio a sé stante, indipendente o collegato da passaggi coperti ad altri padiglioni o al corpo principale del complesso palaziale cui afferisce. Come risultato, alcuni complessi molto celebri dell'architettura cinese tradizionale, su tutti la Città Proibita di Pechino, risultano essere un articolato insieme di padiglioni più che un palazzo nel senso prettamente occidentale del termine.
Di pianta quadrangolare tanto quanto circolare, di piccole o grandi dimensioni, il padiglione cinese fu in uso sia all'edilizia secolare sia quella religiosa ed è da secoli anche elemento ricorrente nel giardino cinese, ove svolge, a seconda delle dimensioni e della foggia, funzione di gazebo o di casino.

## Etimologia
Sebbene si creda comunemente che l'etimo di lingua cinese attuale 停留休息S, Tíng Líu Xīu XiP sia strettamente correlato alla destinazione d'uso quale luogo di soggiorno e riposo, la ben documentata destinazione militar-governativa dei primi padiglioni conferma una tradizione architettonica molto più complessa e stratificata.

## Storia

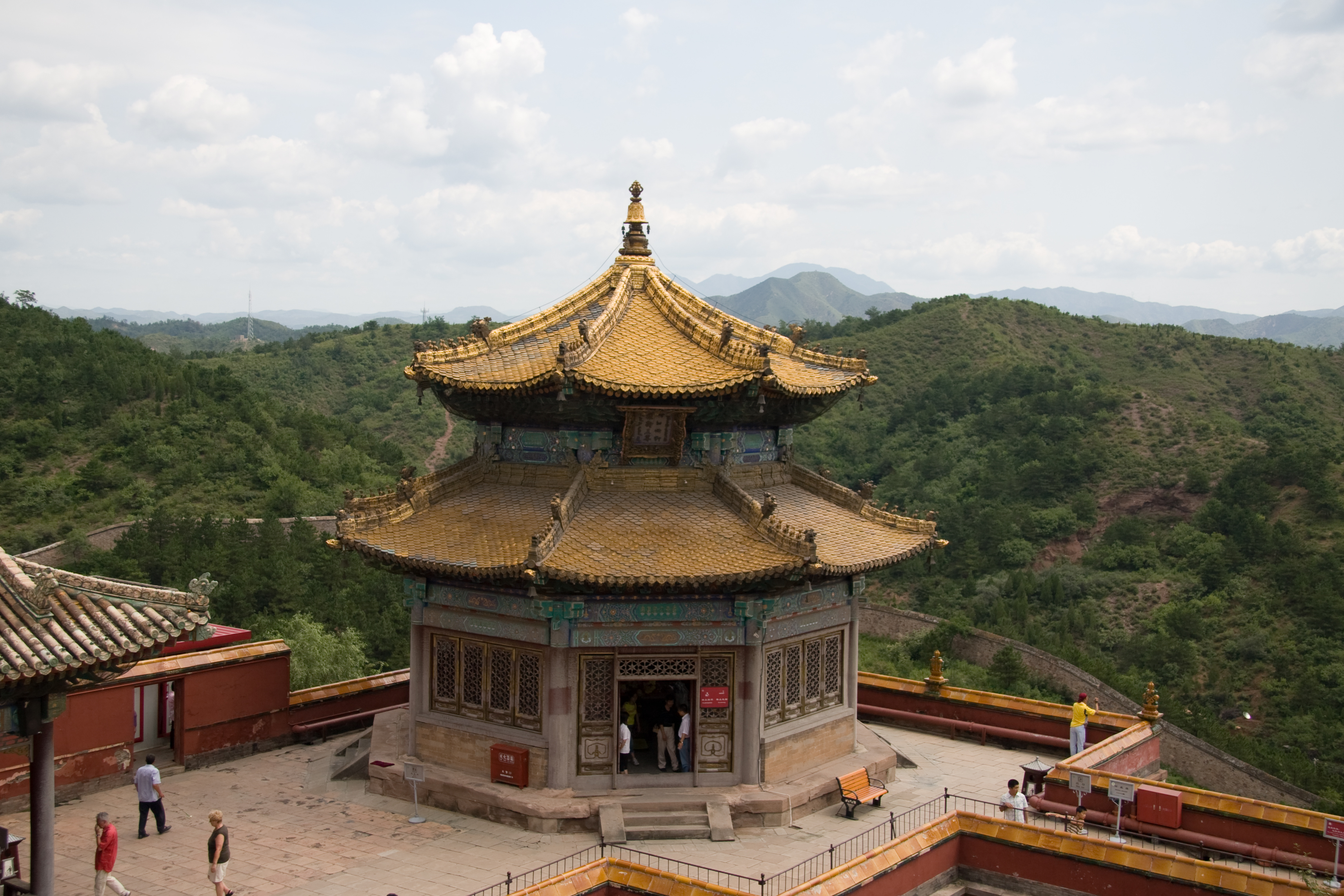
Un padiglione dal tetto di tegole dorate in cima alla sala principale del Tempio Putuo Zongcheng vicino Chengde, costruito nel 1767–1771 durante il regno dell'imperatore Qianlong.

È noto che i padiglioni venivano costruiti in Cina già al tempo della proto-storica dinastia Zhou (1046–256 a.C.), anche se oggi non rimangono testimonianze di quel periodo. Il primo utilizzo del carattere cinese per il padiglione risale al periodo delle primavere e degli autunni (722–481 a.C.) e al periodo degli Stati Combattenti (403–221 a.C.). Durante la dinastia Han (202 a.C.–220 d.C.), cioè al tempo della Cina imperiale vera e propria, furono utilizzati come torri di guardia ed edifici di presidio nelle varie province dell'impero. Queste costruzioni a più piani avevano almeno un piano senza muri perimetrali per consentire l'osservazione dell'ambiente circostante.
Dopo la caduta della dinastia Han iniziò in Cina un lungo periodo di instabilità politica. Durante questo periodo, i ricchi funzionari-letterati di Corte incorporarono i padiglioni nei giardini delle loro residenze, spostando la funzione dell'edificio da pratico-militare ad estetica: i padiglioni fornivano un posto dove sedersi e godersi il paesaggio e diventavano parte del paesaggio stesso, essendo strutture attraenti e volutamente ricercate. Sotto l'impulso del gusto accademico per la semplicità e la vita rustica, mentre in precedenza i padiglioni erano costruiti in pietra, si tornò all'utilizzo di materiali primitivi come bambù, erba e legno.
Al tempo delle dinastie Sui (581–618) e, soprattutto, Tang (618–907), cui si dovettero sia la riunificazione della Cina sia la renovatio della cultura cinese Han in senso stretto, oltre all'età dell'oro del "giardino cinese", la presenza dei padiglioni nei giardini era ormai consolidata. Il binomio padiglione-giardino non comportò però unilateralmente o irreversibilmente la riconfigurazione del padiglione a struttura edilizia leggera o di ridotte dimensioni. In taluni giardini il padiglione figurò infatti ancora come edificio a più piani, con pareti perimetrali murate, e significativa volumetria interna. I rotoli paesaggistici della dinastia Song (960–1279), subentrata ai Tang nel governo dell'Impero cinese-Han, perdurano la testimonianza d'isolati padiglioni in regioni montuose utilizzati da studiosi, confuciani o buddhisti che siano, dediti al romitaggio: edifici funzionali e solidi, non meri gazebo da giardino. I giardini di quel periodo presentavano spesso un accostamento di padiglioni-gazebo e padiglioni-edificio: es. il "Padiglione dello Studio", la cui biblioteca conteneva cinquemila volumi, all'interno del Dule YuanP, lett. "Giardino della Gioia Solitaria" di Sima Guang (1021-1086) a Luoyang.

## Tipologie

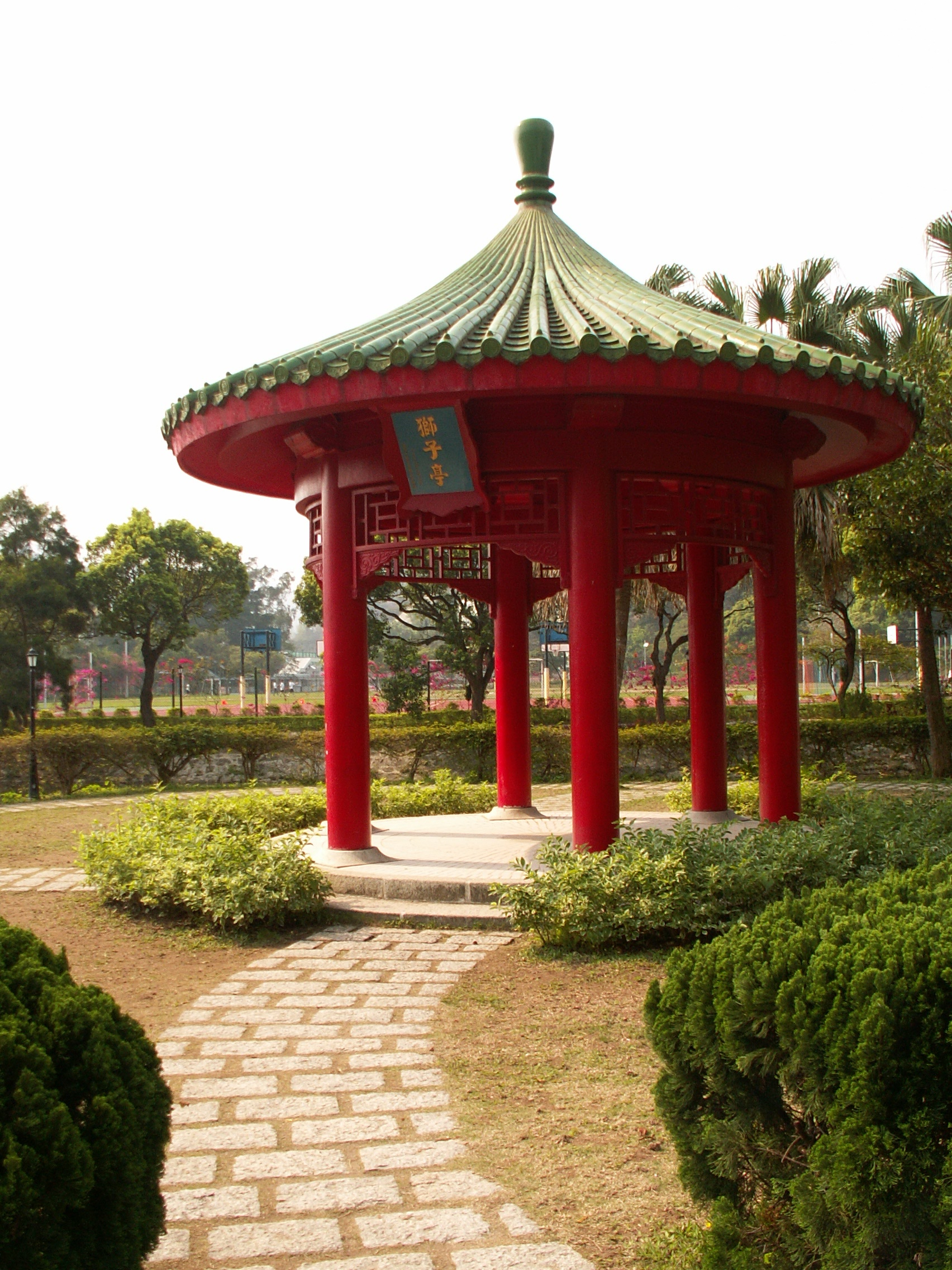
Un padiglione circolare nel parco dell'Università cinese di Hong Kong.

I padiglioni cinesi sono anzitutto classificati in base alla loro pianta. Sono comuni i padiglioni rotondi, quadrati, esagonali e ottagonali ma esistono anche design più insoliti: es. il "Padiglione Nanhai" situato nel Tempio del Cielo a Pechino consiste di due padiglioni rotondi uniti insieme.
La principale distinzione all'interno dei padiglioni cinesi riguarda però la loro destinazione d'uso: padiglione decorativo/gazebo per ornamento o edificio a sé stante con una propria funzione abitativa, religiosa o comunque pubblico-rappresentativa. 
In accordo ai precetti pratico-esoterici dell'architettura domestica cinese tradizionale, i grandi complessi palaziali cinesi, estremizzando al massimo la volontà di destinare specifiche aree della casa a specifiche mansioni o utenze, quanto più distinte e separate possibile, finirono con l'articolarsi in un insieme di distinti edifici, spesso padiglioni, isolati tra loro o al massimo collegati da passaggi coperti. La Città Proibita della capitale cinese, Pechino, costruita dalla dinastia Ming (1368–1644) ed ampliata/ristrutturata dai dinastia Qing (1644–1912), si presenta oggi come un insieme di distinti padiglioni (anche chiamati "sale"), spesso a pianta rettangolare.
Lo stesso si verificò nell'edilizia religiosa, facendo dei grandi complessi templari o monastici, confuciani e taoisti tanto quanto buddisti, un insieme di svariati padiglioni dalle varie fogge.
I materiali costruttori, come anticipato, possono variare. Nei padiglioni da giardino è comune il ricorso a bambù, legno ed erba, mentre i padiglioni architettonicamente più importanti (ma non è una regola) erano realizzati in materiali più duraturi quali pietra e mattoni.